# Януш Радзєйовський
Януш Радзєйовський (пол. Janusz Radziejowski, *1925, Київ — †2002) — польський історик, дослідник новітньої української історії і польсько-українських взаємин.
Народився у 1925 році в Києві. Закінчив Варшавський університет.
Автор праць з питань комуністичного руху на Західній Україні та про національне питання в УРСР у 1920-их роках. Працював над виданням праць Олександра Мотиля та Джона Армстронга у Польщі.

## Статті українською
- Януш Радзєйовський. Роман Роздольський: людина, діяч, науковець [Архівовано 12 лютого 2015 у Wayback Machine.] // Україна Модерна. — Ч. 14(3): Марксизм на сході Європи. — Київ, 2009.

## Праці
- Komunistyczna Partia Zachodniej Ukrainy: 1919—1929 : węzłowe problemy ideologiczne. — Wydawn. Literackie, 1976. — 266 s.
- The Communist Party of Western Ukraine, 1919—1929. — Canadian Inst of Ukranian Study Press, 1983. — 224 p.